# Суперделегат
На Национальном съезде Демократической партии США, «суперделегатом» является делегат, который может поддержать любого из претендентов в кандидаты Президенты США. Это может привести к тому, что в кандидаты в Президенты может быть выбран претендент, не получивший большинства голосов в ходе праймериз.
Суперделегаты делятся на три категории:
- избранные члены Национального комитета Демократической партии (НКДП)
- лидеры партии (как правило, нынешние и бывшие президенты, вице-президенты, председатели Конгресса и НКДП)
- действующие губернаторы и члены Конгресса — члены Демократической партии.

Система суперделегатов появилась в 1980-х годах.
Хотя термин «суперделегат» был придуман, чтобы описать тип делегата, относящегося к Демократической партии, этот термин стал широко использоваться и для описаний республиканцев. В отличие от демократов, делегаты от республиканцев обязаны поддержать кандидата, победившего в каждом конкретном штате.